# Cantone di Brassac-les-Mines
Il Cantone di Brassac-les-Mines è una divisione amministrativa dell'Arrondissement di Issoire.
È stato costituito a seguito della riforma approvata con decreto del 21 febbraio 2014, che ha avuto attuazione dopo le elezioni dipartimentali del 2015.
Dal 1º gennaio 2016 i comuni si sono ridotti da 59 a 58 per effetto della fusione dei comuni di Nonette e Orsonnette a formare il nuovo comune di Nonette-Orsonnette.

## Composizione
Comprende i seguenti 58 comuni:
- Antoingt
- Anzat-le-Luguet
- Apchat
- Ardes
- Augnat
- Auzat-la-Combelle
- Bansat
- Beaulieu
- Bergonne
- Boudes
- Brassac-les-Mines
- Le Breuil-sur-Couze
- Chalus
- Chaméane
- Champagnat-le-Jeune
- La Chapelle-Marcousse
- La Chapelle-sur-Usson
- Charbonnier-les-Mines
- Chassagne
- Collanges
- Dauzat-sur-Vodable
- Égliseneuve-des-Liards
- Esteil
- Gignat
- La Godivelle
- Jumeaux
- Lamontgie
- Madriat
- Mareugheol
- Mazoires
- Moriat
- Nonette-Orsonnette
- Parentignat
- Peslières
- Les Pradeaux
- Rentières
- Roche-Charles-la-Mayrand
- Saint-Alyre-ès-Montagne
- Saint-Étienne-sur-Usson
- Saint-Genès-la-Tourette
- Saint-Germain-Lembron
- Saint-Gervazy
- Saint-Hérent
- Saint-Jean-en-Val
- Saint-Jean-Saint-Gervais
- Saint-Martin-d'Ollières
- Saint-Martin-des-Plains
- Saint-Quentin-sur-Sauxillanges
- Saint-Rémy-de-Chargnat
- Sauxillanges
- Sugères
- Ternant-les-Eaux
- Usson
- Valz-sous-Châteauneuf
- Varennes-sur-Usson
- Vernet-la-Varenne
- Vichel
- Villeneuve